# Kumamoto International Road Race
La Kumamoto International Road Race est une course cycliste disputée au Japon autour de Kumamoto. Elle a fait partie de l'UCI Asia Tour en 2009 et 2010, en catégorie 1.2. 

## Palmarès
| Année | Vainqueur         | Deuxième           | Troisième        |
| ----- | ----------------- | ------------------ | ---------------- |
| 2009  | Yasuharu Nakajima | Shinichi Fukushima | Miyataka Shimizu |
| 2010  | Takashi Miyazawa  | Yusuke Hatanaka    | Shinri Suzuki    |